# La Pardina
La Pardina (arag. A Pardina) – miejscowość w Hiszpanii, w Aragonii, w prowincji Huesca, w comarce Sobrarbe, w gminie Ainsa-Sobrarbe.
Według danych INE z 2005 roku miejscowość zamieszkiwało 8 osób. Wysokość bezwzględna miejscowości jest równa 520 metrów. Kod pocztowy do miejscowości to 22330.